# The Paragons
The Paragons waren eine stilbeeinflussende jamaikanische Rocksteady-Band aus Kingston in den 1960er-Jahren.
Die Originalbesetzung bestand aus Garth „Tyrone“ Evans, Bob Andy, Junior Menz und Leroy Stamp. 1964 wurde Leroy Stamp durch John Holt sowie Junior Menz durch Howard Barret ersetzt.
Die frühe Musik der Paragons war stark durch US-amerikanische Soul-Musik beeinflusst und benutzte die typische straffen Stimm-Harmonien der jamaikanischen Gruppen der frühen 1960er-Jahre. 1964 wurde der Plattenproduzent Duke Reid auf die Gruppe aufmerksam; es wurden eine Reihe erfolgreicher Singles für dessen Label Treasure Isle aufgenommen.
Nach diesen frühen Erfolgen verließ Bob Andy die Gruppe, die Paragons gaben ihren souligen Stil auf und wurden eine der populärsten Rocksteady-Bands Jamaikas. Unstimmigkeiten über finanzielle Angelegenheiten ließen die Gruppe 1970 auseinanderbrechen. Nur John Holt konnte eine erwähnenswerte Solokarriere fortführen.
Unter den bemerkenswertesten jamaikanischen populären Musikstücken der Paragons ist besonders The Tide Is High erwähnenswert, das von John Holt geschrieben und von „White Rum“ Raymond auf der Violine begleitet wurde. 1980 wurde das Stück in der Coverversion von Blondie ein Nummer-1-Hit in den USA und in den britischen Charts, Atomic Kittens Version wurde 2002 ebenfalls ein britischer Nummer-1-Erfolg und in Deutschland stieg der Song bis auf Platz 3.

## Diskografie (Auswahl)
- 1968: On the Beach (Treasure Isle)
- 1981: Paragons
- 1978: Return
- 1981: Sly & Robbie Meet the Paragons
- 1982: Now (Heaven & Earth, 1996)
- 1998: The Paragons Sing The Beatles & Dylan
- 2000: The Legendary Paragons
- 2002: Yellowman Meets the Paragons